# The Zawinul Syndicate
The Zawinul Syndicate was een door de Oostenrijkse jazzrock-muzikant Joe Zawinul opgerichte band. De band hield vast aan de improvisaties van jazz, werd gekenmerkt door ongewone grooves, drijvende en swingende ritmes en ontleningen uit een grote verscheidenheid aan muziekculturen.

## Geschiedenis
In Zawinuls Syndicate hebben bijvoorbeeld de drummers Cornell Rochester, Rodney Holmes, Paco Séry, Mike Baker, Nathaniel Townsley, Karim Ziad, de percussionisten Manolo Badrena, Arto Tunçboyacıyan, Robert Thomas jr., Aziz Sahmaoui, Jorge Bezerra jr., de bassisten Gerald Veasley, Matthew Garrison, Richard Bona, Victor Bailey, Linley Marthe, Étienne M'Bappé, de gitaristen Scott Henderson, Randy Bernsen, Gary Poulson, Alegre Corrêa en Amit Chatterjee evenals de zangeressen Maria João en Sabine Kabongo gemusiceerd.
Het laatste concert vond plaats op 3 augustus 2007 in Güssing, zes weken voor de dood van Joe Zawinul.

## Discografie

### Albums
- 1988: The immigrants
- 1989: Black water
- 1992: Lost tribes
- 1996: My people
- 1998: World tour (genomineerd voor de Grammy Award)
- 2002: Faces & places
- 2005: Vienna nights: Live at Joe Zawinul's Birdland (dubbel-cd)
- 2008: 75th (Grammy, 'beste hedendaagse jazzalbum')

### DVD's
- 1989: Joe Zawinul & The Zawinul Syndicate; Recorded live at the Munich Philharmonie
- 2005: A Musical Portrait. Film von Mark Kidel. Met Joe Zawinul, Sabine Kabongo, Nathaniel Townsley III, Amit Chatterjee, Linley Marthe, Manolo Badrena.
- 2009: Joe Zawinul & The Zawinul Syndicate 75th. Live Lugano 2007